# Пантелеймон Поппешов
Пантелеймон Поппешов (изписване до 1945 година: Пантелеймонъ попъ Пешовъ) е български духовник, деец на късното Българско възраждане от Македония.

## Биография
Пантелеймон Поппешов е роден в свещеническо семейство в тиквешката паланка Неготино. Участва в борбата за независима българска църква и във възстановяването на българското църковно-просветно дело Тиквеш след Руско-турската война. Работи като български свещеник и учител в Неготино. Екзархийски източници го наричат:
| „ | един от забележителните патриоти по онези места и главният поборник на освобождението на нашия народ от гръцкото духовенство. | “ |

Отец Пантелеймон е преследван от гръцкия владика, който го лишава от енория, и от местните бейове и е принуден да обикаля различни места из Македония.